# 香菌柯
香菌柯（学名：Lithocarpus lycoperdon）为壳斗科柯属的植物。分布于越南以及中国大陆的广西、云南等地，生长于海拔1,000米至1,500米的地区，多生于山地常绿阔叶林中，目前尚未由人工引种栽培。